# Howe (Norfolk)
Howe is een civil parish in het bestuurlijke gebied South Norfolk, in het Engelse graafschap Norfolk met 54 inwoners.